# Surinaams basketbalteam (mannen)
Het Surinaams nationaal basketbalteam vertegenwoordigt Suriname tijdens internationale basketbalwedstrijden. Het team maakt deel uit van de Surinaamse Basketbal Associatie en het Surinaams Olympisch Comité.
Het team werd in 2018 vierde tijdens de FIBA Americup 2021 Caribbean Pre-Qualifier Competition die in Paramaribo werd gehouden.

## Bekende (oud-)spelers
- Rudi van Eyck
- Eddy Zaal